# 김두선
김두선(金斗善, 1937년 12월 9일 ~ 2010년 12월 20일)은 대한민국의 전 축구 선수이다.
대한중석 축구단을 거쳐 청구고등학교의 감독을 맡았다.
또한 1962년부터 1964년까지 대한민국 축구 국가대표팀 소속으로 출장했으며, 1962년 아시안 게임, 1964년 AFC 아시안컵에 출전하였다.
2010년 사망하였다.